# مسجد حاج حسن
مسجد حاج حسن مربوط به دوره قاجار است و در تهران، انتهای جنوب غربی بازار واقع شده و این اثر در تاریخ ۱۱ مرداد ۱۳۸۴ با شمارهٔ ثبت ۱۲۳۱۷ به‌عنوان یکی از آثار ملی ایران به ثبت رسیده است.
مسجد حاج حسن که به استاد صنیع الدیوان معروف است یکی از زیباترین و قدیمی‌ترین مساجد استان تهران می‌باشد که قدمتی تاریخی دارد.